# الحجاج (ولاية الشلف)
الحجاج إحدى بلديات ولاية الشلف التابع لـ دائرة اولاد بن عبد القادر.